# 札幌スキー場

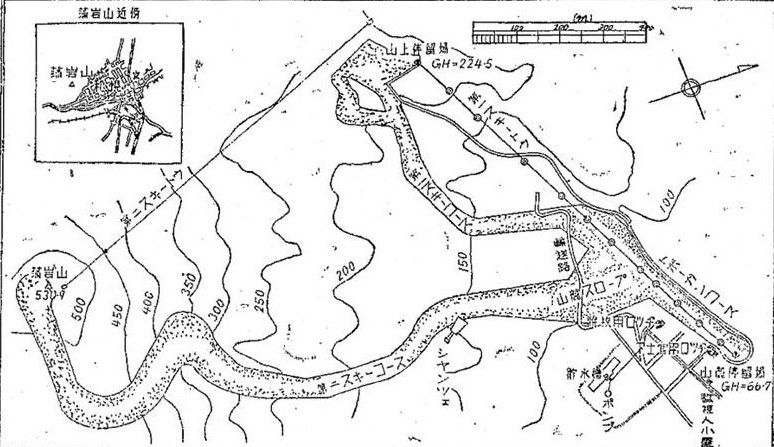
札幌スキー場　全景

札幌スキー場（さっぽろスキーじょう）は北海道札幌市南区藻岩山にかつて存在したスキー場である。同じく藻岩山に存在する札幌藻岩山スキー場とは別物である。

## 概要
札幌スキー場は、1946年に日本で初めてのリフトを備えたスキー場として、藻岩山に開かれた。日本初のスキーリフトとされることの多い志賀高原丸池スキー場のリフトは、1947年1月20日に試運転をしているが、札幌スキー場はその前年の12月24日に運転を開始している。
札幌スキー場は、進駐軍専用として開かれたものであり、原則として日本人は使用することができなかったが、プロスキーヤーの三浦雄一郎は、当時「私は学生で通訳ができる」と言っては札幌スキー場のリフトに乗ったと語っている。
札幌スキー場は、藻岩山の北東斜面に開かれており、現在の札幌藻岩山スキー場とは違う斜面であった。第1リフトは現在の藻岩浄水場近辺に乗り場が、「慈恵会病院前登山コース」の通称「砲台跡」と呼ばれている箇所に降り場が設置された。現在でも、第1リフト降り場のコンクリート礎石や原動機設置跡が残されている。第1リフトは、全長983メートル、木製支柱11基、木製2人乗搬器44個からなる設備であった。高低差は164mあり、1時間当たり100人の輸送能力があった。
第1リフトの他に、第1リフト降り場から山頂へ向けた第2リフト、トボーガン（ボブスレー）コース、20m級シャンツェ、将校用及び下士官用のロッジなどが建設され、総合スキー場の体をなすものであった。工事の設計・監督は堂垣内尚弘（後の北海道知事）が行い、安全索道が施工している。
札幌スキー場は、進駐軍撤退の後もしばらくの間は市民スキー場として使われていた。1958年2月の第13回国民体育大会スキー大会でスラロームのコースとして使用されたのを最後として、自然保護を図るため使用禁止となり、天然林による自然回復を図っている。コース跡は長らく、札幌市街地から見えていたが、現在では樹木に覆われ、判別は難しい。
なお、第二スキーコースの上部は、藻岩山山頂コースとして2005年（平成17年）まで、スキーコースとして活用された。現在、札幌もいわ山ロープウェイのミニケーブルカー（もーりすカー)が敷設されている箇所（中腹駅～山頂駅）には、シングルリフトが設置され、ロープウェイと同様に札幌市交通局（1985年からは札幌交通開発公社）により運営されていた。小中学生は無料でリフトに乗車することができたため、札幌藻岩山スキー場（株式会社りんゆう観光)の回数券を使い果たした小中学生が、山頂コースに移動して滑り続ける様子も多く見られた。